# When Hearts Are Young
When Hearts Are Young è un cortometraggio muto del 1915. Il nome del regista non viene riportato nei credit del film che, prodotto dalla Biograph, aveva tra i suoi interpreti Jack Drumier, Rea Martin, Irma Dawkins, Kate Bruce, Jack Mulhall e Gus Pixley.

## Trama
In una piccola città, fiorisce l'amore tra due ragazzi. La loro storia si incrocia con quella dei rispettivi genitori, un vedovo e una vedova, che vivono un dolce sentimento nell'autunno della loro vita.

## Produzione
Il film fu prodotto dalla Biograph Company.

## Distribuzione
Distribuito dalla General Film Company, il film - un cortometraggio in una bobina - uscì nelle sale cinematografiche statunitensi il 23 aprile 1915. Non si conoscono copie ancora esistenti della pellicola che viene considerata presumibilmente perduta